# Jacek Piechota
Jacek Jan Piechota (Szczecin; 28 de Abril de 1959 — ) é um político da Polónia. He was the Minister of Economy in the Marek Belka cabinet. Piechota was elected to Sejm on 25 de Setembro de 2005 com 17257 votos em 41 no distrito de Szczecin, candidato pelas listas do partido Democratic Left Alliance.
Ele também foi membro da PRL Sejm 1985-1989, PRL Sejm 1989-1991, Sejm 1991-1993, Sejm 1993-1997, Sejm 1997-2001, and Sejm 2001-2005.